# Црква Вазнесења Господњег у Завоју
Црква Вазнесења Господњег у Завоју је споменик културе изграђен у селу Завој у 16. веку. 
Завојска црква је била једнобродна сводна грађевина са апсидом 8х5. Живописана је крајем 16. века и почетком наредног века.
На истакнутом месту у цркви су били портрети Светог Саве и Светог Симеона и сумња се да је грађена у време јурисдикције Пећке патријаршије пиротског краја.
Црква је потопљена 1963. после природне непогоде која је задесила ово село. Касније је ту настало Завојско језеро. Из потопљене цркве су скинуте неке фреске које се чувају у Републичком заводу за заштиту споменика културе Србије а већи део у Музеју Понишавља.